# Wurmbea compacta
Wurmbea compacta är en tidlöseväxtart som beskrevs av Rune Bertil Nordenstam. Wurmbea compacta ingår i släktet Wurmbea och familjen tidlöseväxter. Inga underarter finns listade i Catalogue of Life.